# Anthotroche pannosa
Anthotroche pannosa är en potatisväxtart som beskrevs av Stephan Ladislaus Endlicher. Anthotroche pannosa ingår i släktet Anthotroche och familjen potatisväxter. Inga underarter finns listade i Catalogue of Life.